# Большой Улун
Большо́й Улу́н — деревня в Качугском районе Иркутской области России. Входит в Бутаковское муниципальное образование. 
Находится на правом берегу реки Малая Анга (при впадении в неё реки Улун), в 30 км к северо-востоку от центра сельского поселения, села Бутаково.

## Население
| 2002 | 2010 | 2011 | 2012 |
| ---- | ---- | ---- | ---- |
| 25   | ↘14  | →14  | →14  |

По данным Всероссийской переписи, в 2010 году в деревне проживало 14 человек (9 мужчин и 5 женщин).

## Происхождение названия
Название Улун, вероятно, происходит от эвенкийского улу — обрыв, яр, улун — порог на реке, водопад.